# グリーンウッド・トレーニング
グリーンウッド・トレーニング甲南馬事公苑（グリーンウッド・トレーニングこうなんばじこうえん）とは、滋賀県甲賀市甲南町稗谷にある競走馬のトレーニングセンターである。2001年開設。おもに競走馬の育成、調教を行っている。運営者は株式会社グリーンウッドパーク。略称はグリーンウッド。
日本中央競馬会 （JRA） ・栗東トレーニングセンターから車で約30分という距離から同センター所属馬の利用が多く、社台ファーム所属馬の利用施設にも指定されている。

## おもな施設
- 厩舎（2005年時点で200馬房[1]）
- トラック（全周約1000メートル[1]、2008年よりニューポリトラック化[3]）
- 屋根付坂路馬場（直線600メートル[1]、表層材はウッドチップバーク）
- ウォーキングマシーン[1]（8基）
- 診療所[1]
- コンポスト